# Parc national de Juruena
Le parc national de Juruena est un parc national dans les États du Mato Grosso et de l'Amazonas au Brésil. Il a une superficie de 19 602,92 km2, soit presque la superficie de la Slovénie, ce qui en fait le quatrième plus grand parc national brésilien. Situé le long de la rivière Juruena, il a été créé le 5 juin 2006. Il forme avec d'autres aires protégées un corridor naturel destiné à contenir l'expansion agricole dans la forêt amazonienne.

## Géographie
60% du parc se trouvent dans l'Etat du Mato Grosso et 40% dans celui d'Amazonas. Le parc abrite 39 rivières, et compte de nombreuses chutes d'eau et rapides. En tout 227 km² d'eaux occupent le parc.
412 espèces d'oiseaux ont été identifiées, parmi lesquelles 40 sont endémiques à l'Amazonie du sud.
Juruena est située dans une zone considérée comme l’une des principales frontières de la déforestation dans la région amazonienne. En plus de la déforestation, la région est la cible d’actes constants d’accaparement des terres et subit les impacts de l’élevage de bétail et des actions de pêche sportive incontrôlées, de l’extraction de minéraux par le biais de mines terrestres et de dragues fluviales. De telles initiatives ont eu des impacts environnementaux importants pour le parc national de Juruena, et il est indispensable de surveiller et d’interdire de tels projets.

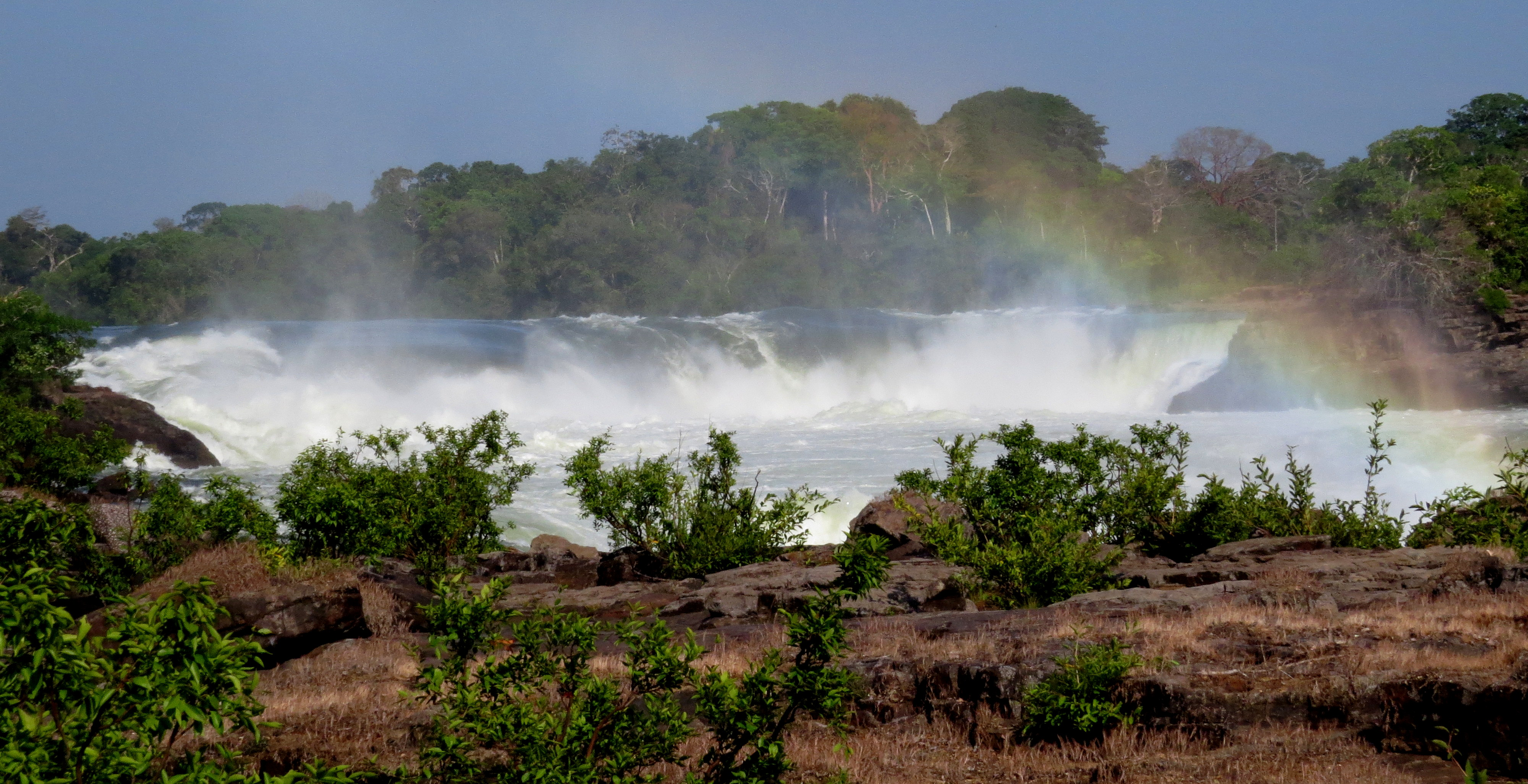
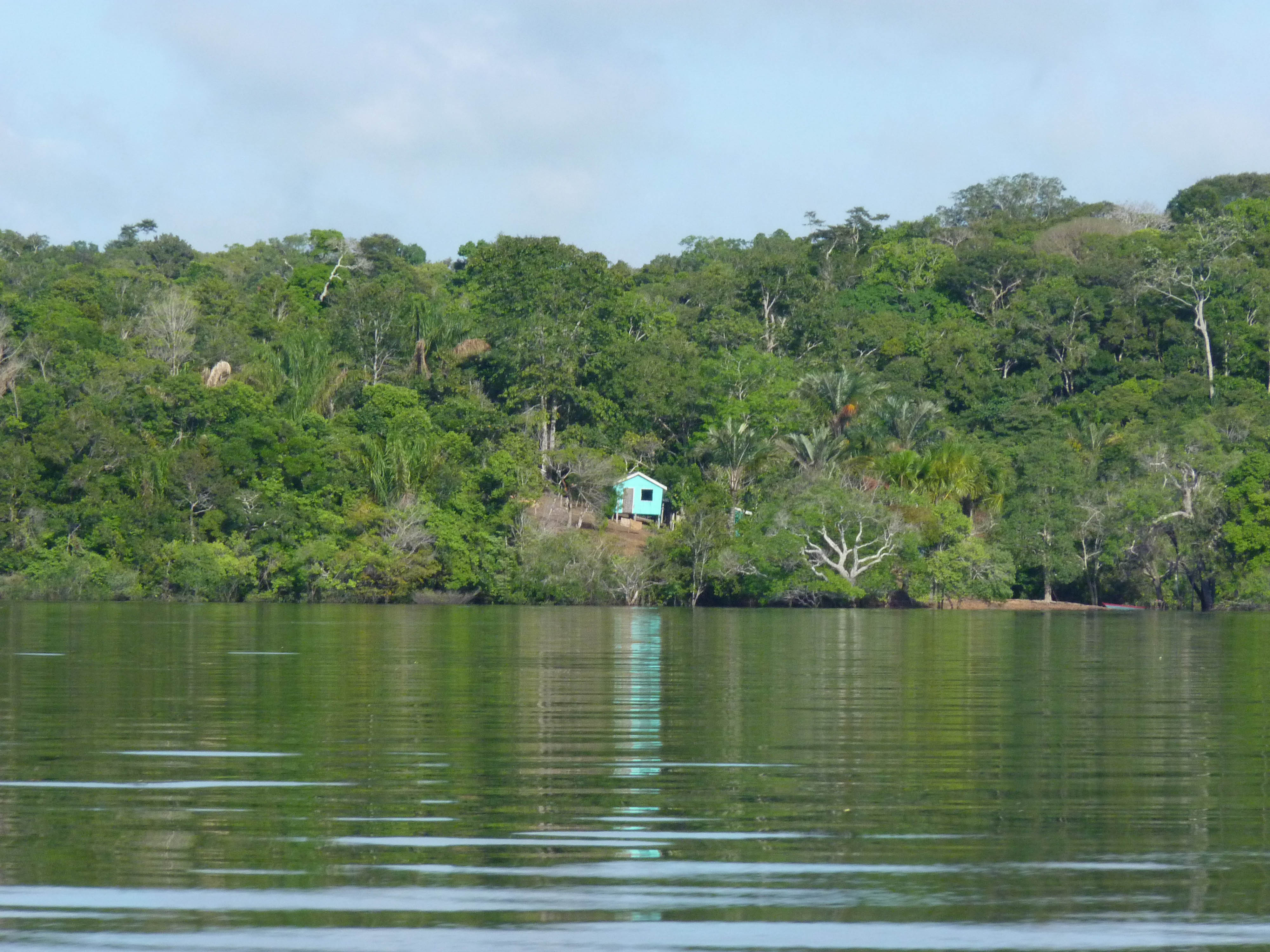
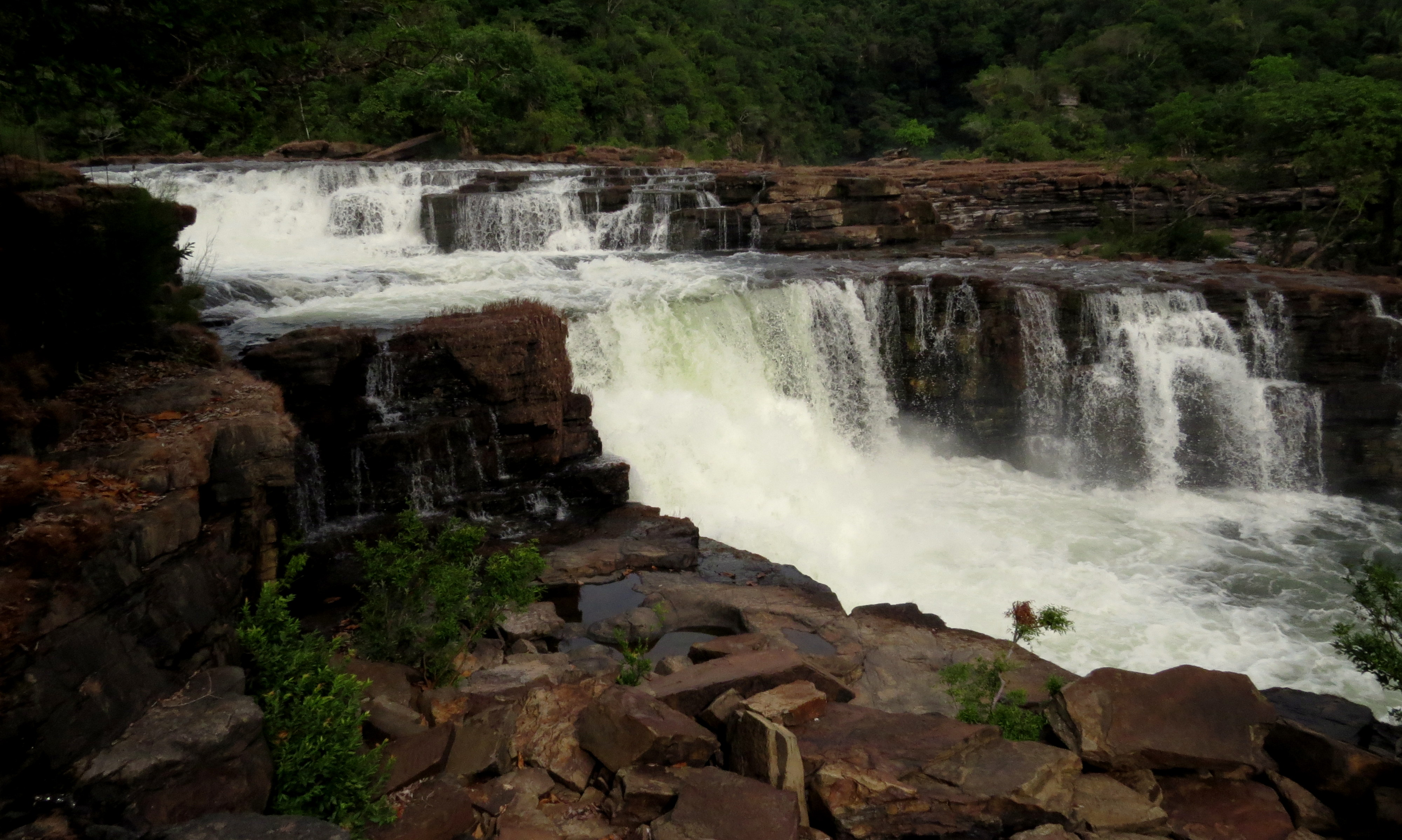
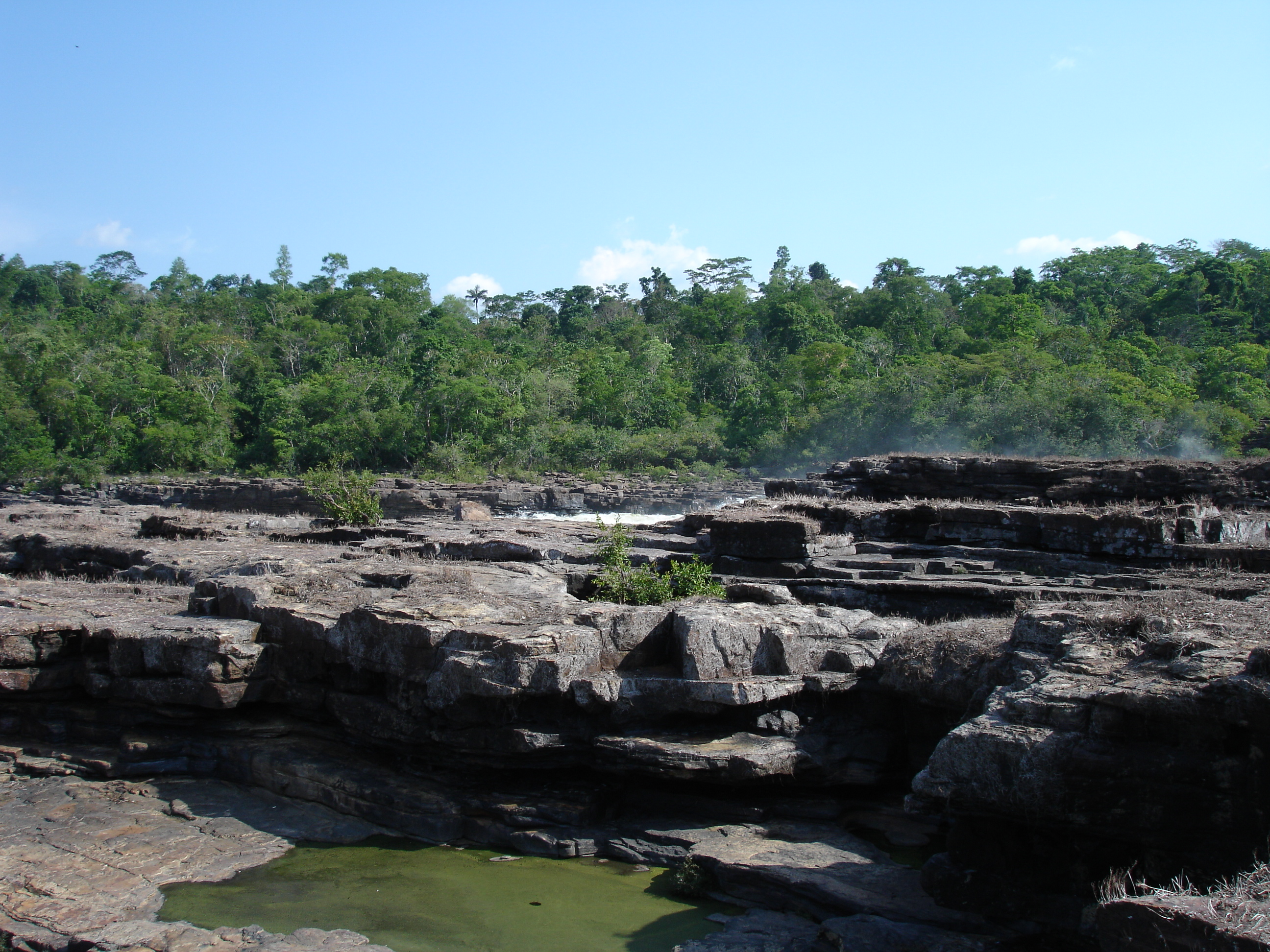
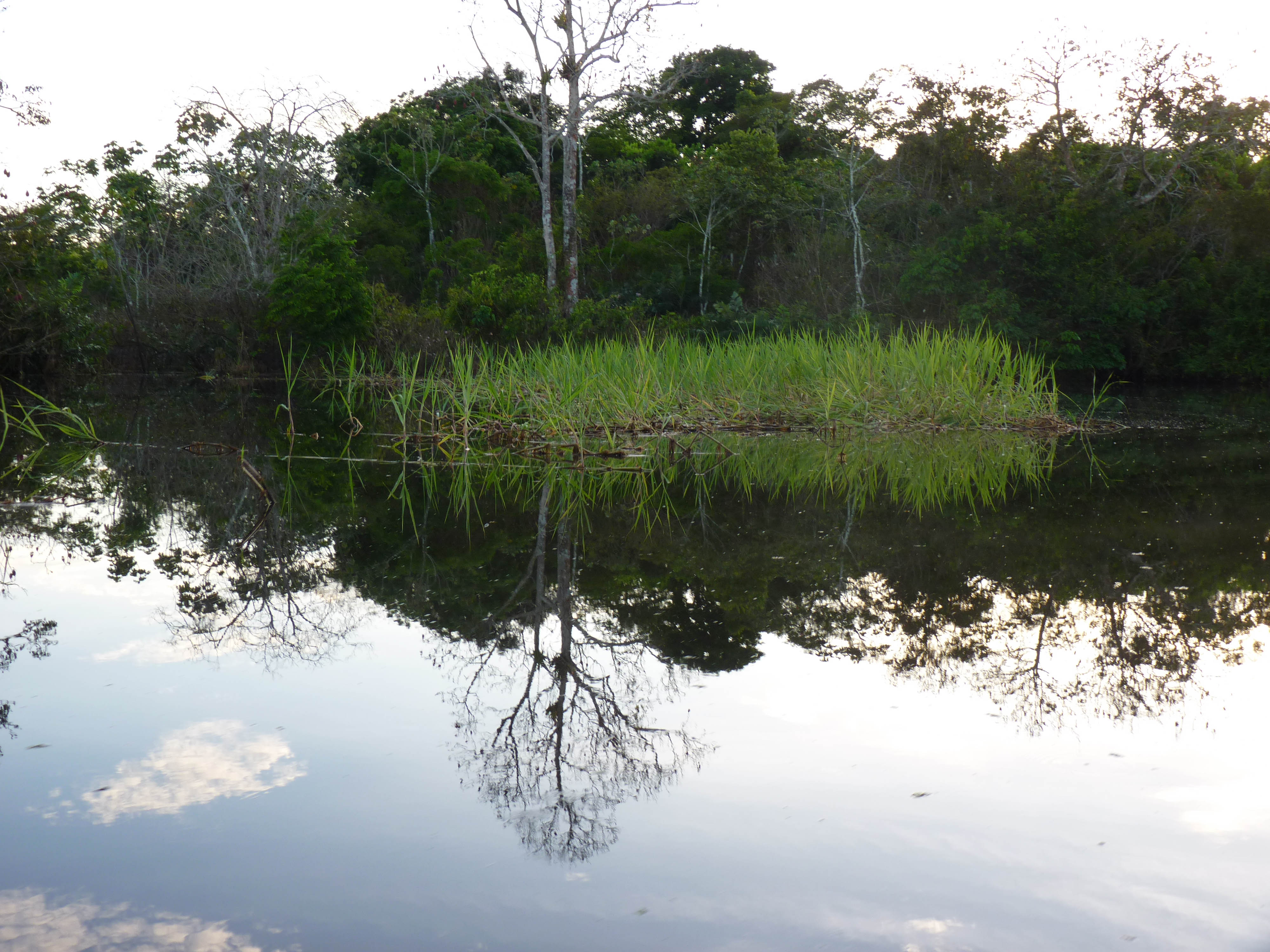
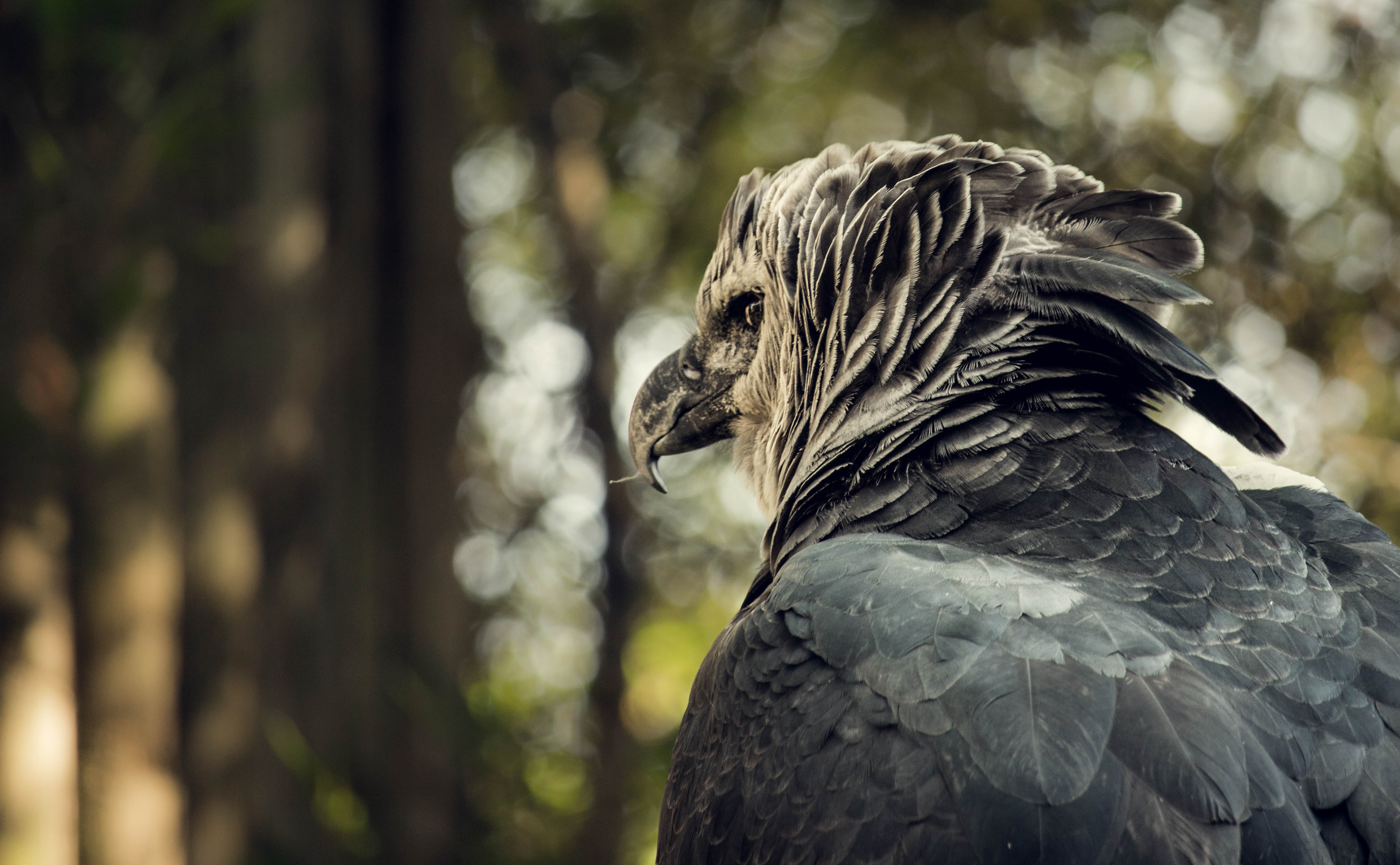